# El Sombrerero (Antonio Ruiz Serrano)
Pour les articles homonymes, voir El Sombrerero.
Antonio Ruiz Serrano, dit El Sombrerero, né le 24 mars 1792 à Séville, mort le 2 novembre 1860 à Séville, est un matador espagnol.

## Présentation et carrière
Il a commencé comme banderillero dans la cuadrilla de Curro Guillén en 1816. Il prend l'alternative à Madrid le 16 mai 1816 avec Jerónimo José Candido pour parrain.
Le manque de figuras pendant une dizaine d'années lui permet d'accéder à une notabilité que son talent relatif ne lui aurait pas permis en d'autres temps. De 1820 à 1830, on retient surtout sa rivalité avec Leoncillo et ses prises de positions conservatrices dans une période agitée de l'histoire de l'Espagne où les « noirs » (libéraux), s'affrontaient avec le « blancs » (conservateurs).
La rivalité entre lui et Leoncillo était exacerbée par des questions politiques. El Sombrereo affichait ouvertement des opinions de "blanc", tandis que Leoncillo se rangeait résolument du côté des "noirs". En dehors de cette rivalité dont il faisait une mise en scène, on ne peut pas dire que El Sombrerero était une grande vedette.  On garde de lui le souvenir de belles estocades, et d'un toreo honnête.
À partir de 1823, lorsque la constitution fut abolie, comme El Sombrerero se rangeait aux côtés du roi Ferdinand VII d'Espagne, les opposants à l'abolition lui menèrent la vie dure dans les arènes. Au point que le roi cessa de le protéger pour ne pas devenir impopulaire. En 1832, El Sombrerero était interdit aux arènes. Il se retira à Séville et eut une fin de vie difficile.